# Kletterseil

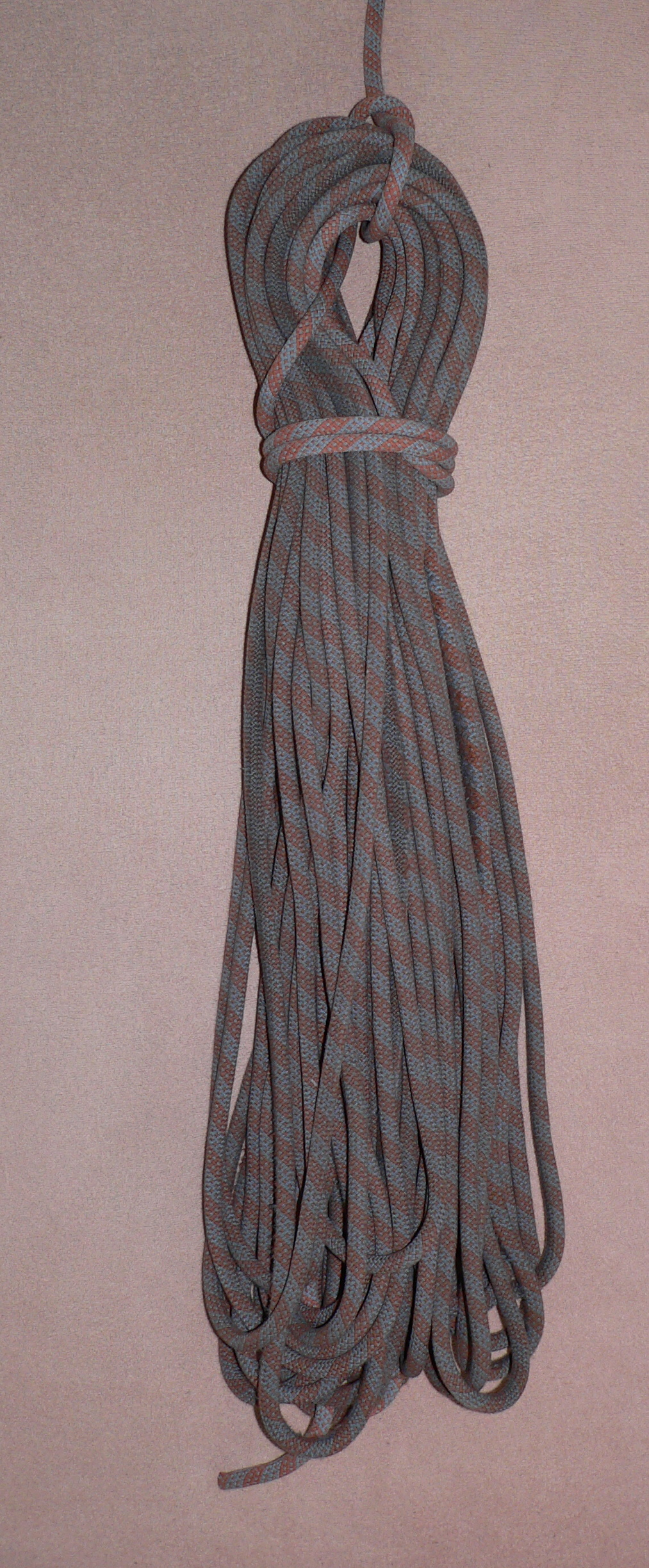
Einfachseil zu einer Seilpuppe aufgenommen

Kletterseile oder Bergseile sind Seile, die beim Klettern der Sicherung und im alpinen Klettern auch der Fortbewegung dienen (beispielsweise beim Abseilen oder Jümarn).
Kletterseile werden sowohl im Klettersport als auch von Bergrettungsdienst und Höhenrettung sowie von der Feuerwehr im Bereich der Absturzsicherung eingesetzt.

## Aufbau

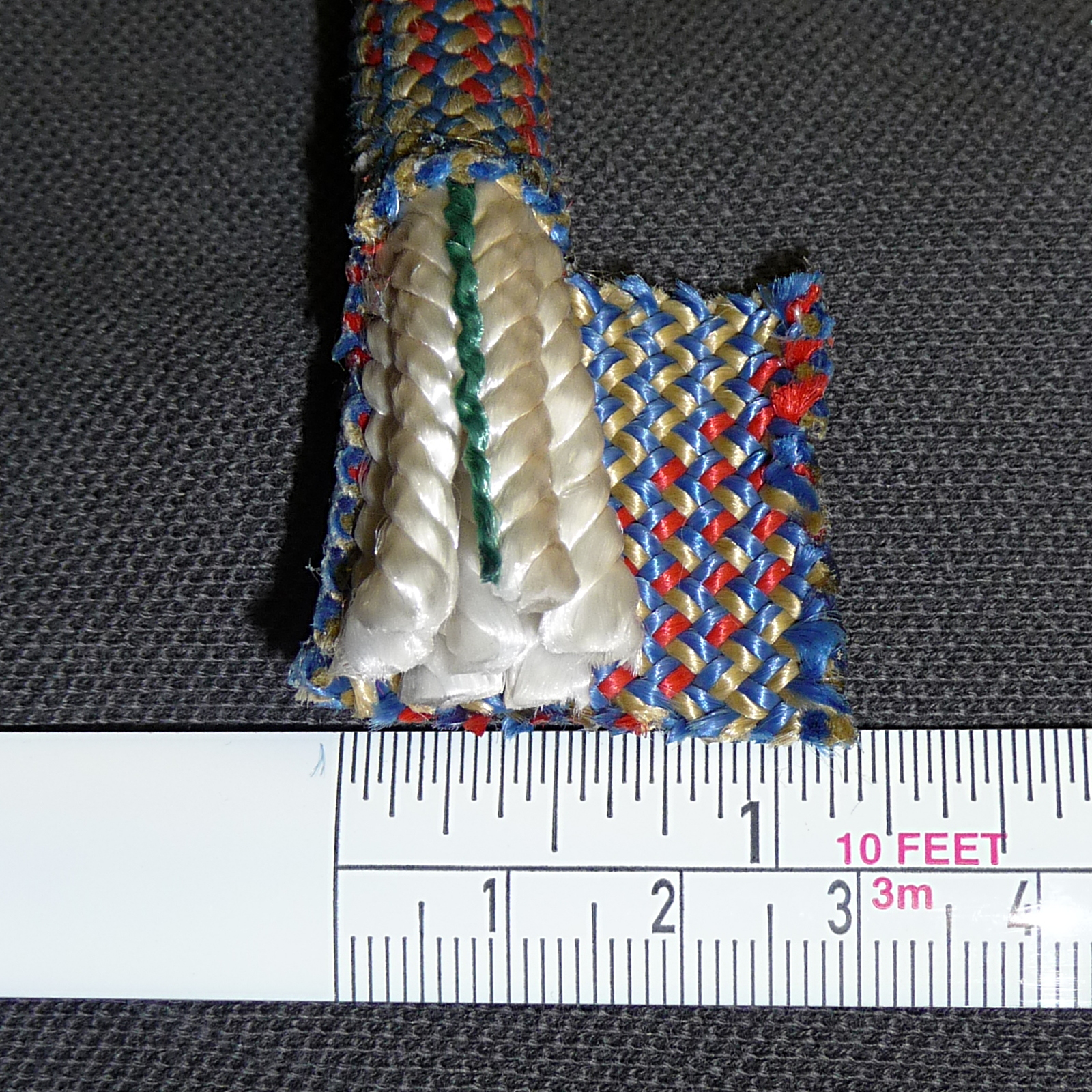
Mantel und Kern

Bis in die 1960er Jahre waren Bergsteiger auf Seile aus Hanffasern angewiesen. Seilrisse waren nicht selten und führten zu zahlreichen tödlichen Unfällen. 1953 entwickelte Edelrid das Kernmantelseil. Ein Kern aus verflochtenen Polyamid-Fasern wird von einem Mantel umgeben, der ihn vor Beschädigung schützt. Der Kern trägt die Last.
Ebenfalls Edelrid erfand 1964 das dynamische Seil, das mindestens doppelt so viele Stürze aushalten musste, wie die bisherigen.
Je nach Anwendungsfall werden die einzelnen Komponenten schon vor dem Flechten imprägniert, wodurch die Saugfähigkeit der Seile deutlich reduziert wird. Dadurch wird vor allem eine deutlich höhere Langlebigkeit und auch langfristig geringere Fangstöße erreicht, da Wasser auf Dauer die dynamischen Eigenschaften eines Dynamikseils verändern kann.

## Typen
Kletterseile werden nach ihrer Gebrauchsdehnung unterschieden in dynamische Seile (Sturzdehnung bis 40 Prozent) und halbstatische Seile (Dehnung zwischen 2 und 5 Prozent). Die dynamischen Dehnungseigenschaften entstehen sowohl durch das Eindrehen der Kernzwirne als auch das Schrumpfen der Polyamidfasern mittels einer Kombination von Hitze, Zeit und Druck im Autoklaven.
Die Mindestfestigkeitswerte der heute in Deutschland erhältlichen Kletterseile sind nach Festlegungen der UIAA genormt. Dabei waren Seile als Kern der Schutzausrüstung die ersten Teile, die von der UIAA genormt wurden. Außerdem müssen Kletterseile als Bestandteil der persönlichen Schutzausrüstung bestimmten europäischen Normen genügen und die CE-Kennzeichnung tragen, um verkauft werden zu dürfen. Nach den Seilnormen werden Einfachseile, Halbseile und Zwillingsseile unterschieden. In den vergangenen Jahren etablierten sich im High-End-Bereich aber zunehmend sogenannte dreifach zertifizierte Seile, also Seile, die die Normen aller drei dynamischen Seilarten erfüllen.

### Dynamische Seile
Aufgrund ihrer Dehnbarkeit können dynamische Seile (EN 1892) Sturzenergie aufnehmen und dadurch den auf den Kletterer wirkenden Fangstoß auf ein für den menschlichen Körper erträgliches Maß reduzieren. Die Seile verhalten sich dabei nach einem ersten Sturz annähernd gemäß dem Hookschen Gesetz. Das bedeutet das Seil selbst verfügt im Regelfall über keine Eigendämpfung, sondern verhält sich annähernd wie eine Feder. Die Energiedissipation im Sturzfall geschieht daher primär über die Reibung des Seils an der Wand und in den Karabinern. Dynamische Seile werden beim Sportklettern und beim alpinen Klettern verwendet.
Es gibt drei Arten dynamischer Seile:

#### Einfachseil

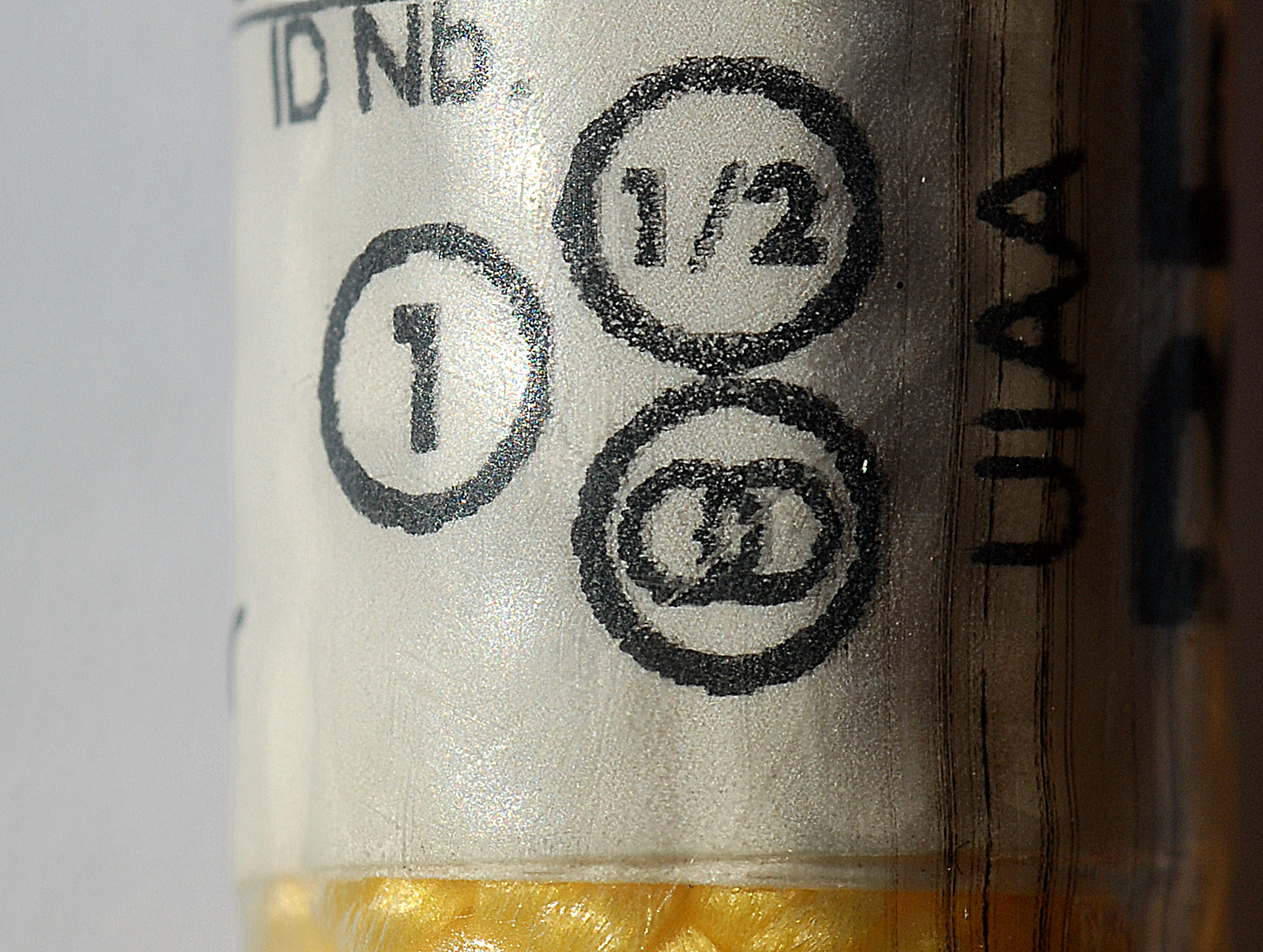
Markierung am Seilende, das Seil kann wahlweise als Einfachseil (rundes Symbol links), Halbseil (rundes Symbol rechts oben) oder Zwillingsseil (rundes Symbol rechts unten) verwendet werden

In der Kletterhalle und im Klettergarten kommen Einfachseile zum Einsatz, deren Durchmesser typischerweise 8,5–11 mm liegt.
Solch ein Seil muss laut Europäischer Norm EN 892 folgende Anforderungen erfüllen:
- Normstürze: mindestens fünf Stürze mit 80 kg Sturzgewicht bei Sturzfaktor 1,75.
- Fangstoßkraft: maximal 12 kN beim ersten Normsturz
- Seildehnung: maximal 10 Prozent bei statischer Belastung mit 80 kg und maximal 40 Prozent beim ersten Normsturz
- Knotenweite: maximal das 1,1-Fache des Seildurchmessers (gemessen an einem Überhandknoten unter definierter Belastung)
- Mantelverschiebung: maximal ein Prozent (gemessen nach dem Norm-Prüfverfahren)

#### Zwillingsseil
Zwillingsseile (Durchmesser typischerweise 7–8 mm) kommen nur im doppelten Strang zum Einsatz. Sie werden verwendet, wenn man lange Routen mit guten Zwischensicherungspunkten klettert und danach über diese auch wieder abseilt. Dazu benutzt man zwei dünne Zwillingsseile parallel so, wie man auch ein Einfachseil verwenden würde, d. h., man hakt immer beide Seilstränge in dieselbe Zwischensicherungen ein. Ein einzelnes Zwillingsseil hält der Maximalbelastung, die ein Einfachseil aushalten könnte, nicht stand, daher darf es niemals alleine verwendet werden.
Beim alpinen Klettern wird in der Regel mit Halb- oder Zwillingsseilen geklettert. In der neueren alpinen Literatur wird zwischen den beiden letztgenannten Seilarten oft nicht deutlich unterschieden, da moderne Seile häufig sowohl als Zwillingsseil als auch als Halbseil zugelassen sind. Ihre Hauptvorteile liegen in der Möglichkeit des Abseilens über die volle Seillänge und in der größeren Sicherheitsreserve durch Redundanz. In der Alpingeschichte gab es noch keinen Seilunfall, bei dem beide Stränge wegen zu großer Belastung gerissen wären. Allerdings gab es bereits Unfälle, weil die Seile über scharfe Steinkanten liefen und somit wie mit einem Messer durchtrennt wurden.
Bei Normsturz-Tests werden Zwillingsseile im Doppelstrang mit einem Gewicht von 80 kg getestet. Sie müssen zwölf solcher Normstürze aushalten.

#### Halbseil
Halbseile (Durchmesser typischerweise 8–9 mm), auch Doppelseil genannt, können zum gleichzeitigen Sichern von zwei Nachsteigern verwendet werden, wobei ein Strang je Nachsteiger genutzt wird. Die Sicherung mit nur einem Strang ist dabei nur im Nachstieg zulässig. Der Vorsteiger muss aufgrund der möglichen höheren Kräfte stets beide Stränge (zwei Halbseile) nutzen. Dabei hängt er die Stränge getrennt abwechselnd in die Zwischensicherungen ein. Dadurch kommt es zu verminderter Seilreibung. Halbseilstränge sind aber geringfügig schwerer als Zwillingsseilstränge. Beim Normsturztest werden Halbseile mit einem 55 kg schweren Fallgewicht am Einzelstrang getestet und müssen fünf Normstürze halten.
Beim Abseilen steht nur die halbe Seillänge zur Verfügung; für die volle Seillänge werden zwei Halbseile benötigt, die verknotet werden.
Der Begriff „Doppelseil“ ist historischen Ursprungs, da früher die Doppelseiltechnik tatsächlich mit zwei Einfachseilen praktiziert wurde.

### Statikseile
Statikseile nach EN 1891 (⌀ 8,5–16 mm, auch: Speleoseile genannt) haben im Vergleich zu dynamischen Seilen eine geringere Gebrauchsdehnung. Daher werden diese Seile auch oft halbstatisch oder semi-statisch genannt, weil der Begriff Statikseil fälschlicherweise suggeriert, dass diese Seile keine Gebrauchsdehnung aufweisen.
Die gegenüber den dynamischen Seilen geringere Dehnung ermöglicht ihre Anwendung als Fixseil oder bei Seilzugangstechniken. Sie finden beim Canyoning, Baumklettern, in der Höhlenforschung, bei Berg- und Höhenrettung, sowie zur Absturzsicherung mittels persönlicher Schutzausrüstung gegen Absturz und beim Bau mobiler Hochseilgärten Verwendung.
Sie dürfen jedoch nicht zur Sicherung beim Klettern im Vorstieg verwendet werden, da bei einem möglichen Sturz mit einem Sturzfaktor >1 ein so hoher Fangstoß auftreten kann, dass schwere Verletzungen und Materialversagen die Folge sind.
Aufbau und Aussehen ähneln dem eines dynamischen Kletterseils. Statikseile bestehen in der Regel aus Polyamid- oder Polyesterfasern und sind in einer Kernmantelkonstruktion aufgebaut.

### Baumkletterseile
Eine Ausnahme hinsichtlich der Konstruktion bilden die Kletterseile zum Baumklettern, wie sie vor allem in der seilunterstützten Baumpflege benutzt werden. Diese Seile weisen einen höheren Mantelanteil auf, der die Hauptlast trägt. Sie werden deshalb auch als Mantelkernseile bezeichnet.

## Parameter
Wichtigster Parameter eines Kletterseils ist die Seildehnung, die ihn einem bestimmten Seiltyp zuordnet. Hohe Sturzdehnung bedeutet einen geringen Fangstoß und somit sanftere Stürze. Zu hohe Dehnung vergrößert allerdings das Risiko eines Bodenkontakts. Die Gebrauchsdehnung gibt die Dehnung bei normaler statischer Belastung an. Ein hoher Wert hier erschwert den Umgang mit dem Seil.
Entscheidend für den Preis ist außerdem die Länge. Im Handel gibt es Seile als Meterware oder in konfektionierten Längen von 30 bis 70 Metern.
Knotbarkeit ist ein weiteres Merkmal. Dazu wird die Knotenweite eines Knotens gemessen, anhand derer die Steifigkeit des Seils bestimmt wird.
Der Parameter Mantelverschiebung gibt an, wie stark sich der Mantel gegenüber den Kern verschieben kann.
Zu hohe Werte bei beiden Parametern erschweren die Handhabung ebenfalls.
Zu den wichtigsten Entwicklungen gehört die Imprägnierung. Sie schützt das Seil, indem sie das Eindringen von Wasser und Schmutz verhindert. Nasse Seile sind schwerer und anspruchsvoller in der Handhabung. Außerdem verringert sich die dynamische Leistung des Seils erheblich. Das ist vor allem beim Eisklettern oder im Winter ein Problem. Schmutz, der unter den Mantel gerät, greift direkt den Kern an. Dadurch steigt die Belastung für das Seil, und es muss früher ersetzt werden.

### Reißfestigkeit
Bei Kletterseilen wird die Reißfestigkeit anhand der Anzahl der Normstürze gemessen. Diese Größe gibt an, wie viele Stürze ein neues Seil dieser Marke im Test aushält. Ein Normsturz bezieht sich dabei auf einen Sturz im genormten Test und tritt in der Praxis so gut wie nie auf. Je höher dieser Wert, desto mehr Sicherheitsreserven besitzt das Seil. Eines mit 10 oder mehr Normstürzen heißt Multisturzseil.
Im Juni 2002 verabschiedete die UIAA eine Norm zur Prüfung der Scharfkantenfestigkeit. Dieser Wert sollte das Kantenarbeitsvermögen widerspiegeln und gibt an, ob das Seil einen Scharfkantensturz über einen bestimmten Kantenradius aushält. Ein Seil darf sich „scharfkantenfest“ nennen, wenn es mindestens einen Sturz über eine rechtwinklige Kante mit einem Kantenradius von 0,75 Millimeter hält. Die Prüfung ist jedoch wenig aussagekräftig. Zum einen lässt sich die definierte Kante nicht ausreichend identisch herstellen, dass unterschiedliche Prüfinstitute zu den gleichen Ergebnissen kommen. Zum anderen erzielt die Versuchsanordnung keine qualitativen Aussagen darüber wie scharfkantenfest ein geprüftes Seil ist. Außerdem ist die Prüfung in der Praxis kaum relevant, da das Seil beim Test gerade über die Kante verläuft und so auf Abscherung belastet wird. In der Realität treten Situationen häufiger auf, in denen das Seil quer belastet wird und durch eine schnittartige Bewegung mit viel niedrigerer Kraft reißt. Aus diesen Gründen wurde die Prüfnorm 2005 ausgesetzt.

### Markierung
Mittelmarkierungen dienen der Übersicht. Sie ermöglichen es, dem Vorsteiger Bescheid zu geben, wann er die Hälfte der Seillänge erreicht hat. Vor allem bei Einfachseilen erleichtern sie das Abseilen.
Die einfachste Form sind bedruckte oder gewobene Striche in der Mitte des Seils. Letzten Endes können Besitzer ein Seil auch nachträglich mit speziellen Stiften markieren. Dafür sollte allerdings keinesfalls jeder beliebige Stift genommen werden, da enthaltene Chemikalien das Seil angreifen und die Eigenschaften verändern könnten. Ein geeigneter Stift ist zum Beispiel der "Edding 3000".
Eine aufwändigere Form der Markierung ist Duodess. Dabei besitzen die Seilhälften jeweils unterschiedliche Mantelmuster. Dadurch entsteht eine dauerhafte Markierung der Seilmitte.
Bei Triodess wird zusätzlich der kritische Bereich 7 bis 9 Meter vor dem Seilende durch ein anderes Mantelmuster abgegrenzt. Diese Markierung zeigt an, wann es beim Abseilen Zeit wird eine günstige Stelle für einen Stand zu suchen.
In der gesamten Länge eines Seiles befinden sich im Kern farbige Fasern (eine oder zwei). Nach der Farbe der Faser kann das Herstellungsjahr bestimmt werden. Die Farbenkombinationen wiederholen sich nach 11 Jahren und können unter den Herstellern abweichend sein.
Beispiel eines Kletterseilherstellers:
| 1986 rot/gelb | 1987 blau/gelb   | 1988 grün/gelb | 1989 schwarz/gelb | 1990 rot/blau  | 1991 rot/grün  | 1992 rot/schwarz  | 1993 grün      |
| 1994 blau     | 1995 gelb        | 1996 schwarz   | 1997 rot/gelb     | 1998 blau/gelb | 1999 grün/gelb | 2000 schwarz/gelb | 2001 rot/blau  |
| 2002 rot/grün | 2003 rot/schwarz | 2004 grün      | 2005 blau         | 2006 gelb      | 2007 schwarz   | 2008 rot/gelb     | 2009 blau/gelb |

## Handhabung

### Klettern
Die größten Gefahren für einen Seilriss sind Schmelzverbrennung und Scharfkantenstürze. Bei hohen Reibungstemperaturen kann Polyamid schmelzen und das Seil reißen. Diese können auftreten, wenn Seil auf Seil an einer Stelle reibt. Häufige Fehler sind das Einlegen zweier Seile in einen Umlenker oder die Vermischung von Halbseil- und Zwillingsseiltechnik. Auch das Umlenken eines Seiles über eine Schlinge beim Abseilen waren reale Unfallquellen.
Bei korrekter Handhabung sind nur noch Scharfkantenstürze nicht ausschließbare Gefahrenquellen. Diese können bei ungünstiger Seilführung über eine scharfe Kante auftreten. Zusätzlich zur Zuglast (s. auch Seilzug) kommt dann die Scherbelastung über die Kante, die selbst ein neues Seil durchschneiden kann.
Zudem können Nässe und Kälte die Reißfestigkeit eines Seiles vorübergehend reduzieren. Nasse Seile haben eine etwa um die Hälfte reduzierte Reißfestigkeit. Gefriert ein nasses Seil steigt die Reißfestigkeit wieder etwas.
Daneben gibt es Faktoren, wie UV-Strahlung, die das Seil schneller altern lassen. Schmutz und Staub kann ins Seil eindringen und deren scharfe Kanten können einzelne Fasern angreifen.

### Lagerung
Um die Seilalterung möglichst gering zu halten, sollte das Seil an einem dunklen, kühlen und trockenen Platz liegen. Zur hängenden Aufbewahrung kann das Seil zu einer Seilpuppe aufgenommen und der gesamte Kopf aufgehängt werden. Falls der Haken zu klein ist, kann eine Bandschlinge oder Reepschnur als Hilfsmittel dienen, damit das Seil nicht an einer einzelnen Seilschlaufe hängt.
Polyamid ist extrem empfindlich gegenüber Chemikalien (beispielsweise Schmiermittel) oder Säuren (auch Säuredämpfe aus Autobatterien). Dabei können Beschädigungen auftreten, die mit bloßem Auge nicht erkennbar sind und die Reißfestigkeit erheblich herabsetzen.

### Lebensdauer
Nach extremen Situationen sollte ein Seil ausgetauscht werden:
1. Nach Kontakt mit Chemikalien ist das Seil auszutauschen, da Beschädigungen des Kerns und damit einhergehender Tragfähigkeit des Seils von außen nicht erkannt werden können.
2. Hohe Sturzbelastung, das heißt Stürze mit einem Sturzfaktor von mehr als 1, die hart gebremst wurden.
3. Bei Beschädigung:
  - mechanische Verletzungen (z. B. Kern sichtbar, Beschädigung des Kerns ertastbar, Mantel stark verschiebbar, Mantel pelzig, …)
  - Abrieb
  - Schmelzverbrennung
  - hohe Belastung bei Nässe
  - langer Einsatz bei hoher UV-Strahlung

Auch bei sachgemäßem Gebrauch empfehlen Hersteller eine maximale Nutzungsdauer:
| Verwendungshäufigkeit | Verwendungshäufigkeit       | ungefähre Lebensdauer |
| --------------------- | --------------------------- | --------------------- |
| nie                   | nie                         | max. 10 Jahre         |
| selten                | (ein- bis zweimal pro Jahr) | bis zu 7 Jahre        |
| gelegentlich          | (ca. einmal pro Monat)      | bis zu 5 Jahre        |
| regelmäßig            | (mehrmals pro Monat)        | bis zu 3 Jahre        |
| häufig                | (jede Woche)                | bis zu einem Jahr     |
| ständig               | (fast täglich)              | weniger als ein Jahr  |

Diese Werte beruhen auf Herstellerempfehlungen ohne Auswertung empirischer Daten. In einem Test belegte Alpin, dass ungebrauchte Seile weit höhere Lebenserwartungen haben.

## Seilrisse beim Klettern
Seilrisse sind beim Klettern seit der Einführung des Kernmantelseils äußerst selten. Von 1975 bis 2005 kam es in Österreich und Deutschland zu 20 bekanntgewordenen Seilrissen, rund die Hälfte davon war auf falsche Anwendung oder durch mit polyamid-aggressiven Substanzen bei der Lagerung in Berührung gekommene Seile zurückzuführen. Von 1983 bis 2012 wurden dem DAV 17 Seilrisse bekannt, fast alle im alpinen Gelände. Häufigste Ursachen waren dabei Scharfkantenstürze, d. h. Stürze, bei denen das Seil über scharfe (Fels-)Kanten oder Grate läuft.